# Pavelló Victorià de la Riba
Il Pavelló Victorià de la Riba è il più importante palazzetto dello sport della città di Sant Hipòlit de Voltregà in Spagna. Ha una capienza di 1.000 posti. 
Di proprietà del Comune di Sant Hipòlit de Voltregà ospita le gare casalinghe del Voltregà di hockey su pista.

## Eventi ospitati
- Supercoppa di Spagna 2017